# Rännkullarna
Rännkullarna är ett naturreservat i Hudiksvalls kommun i Hälsingland.

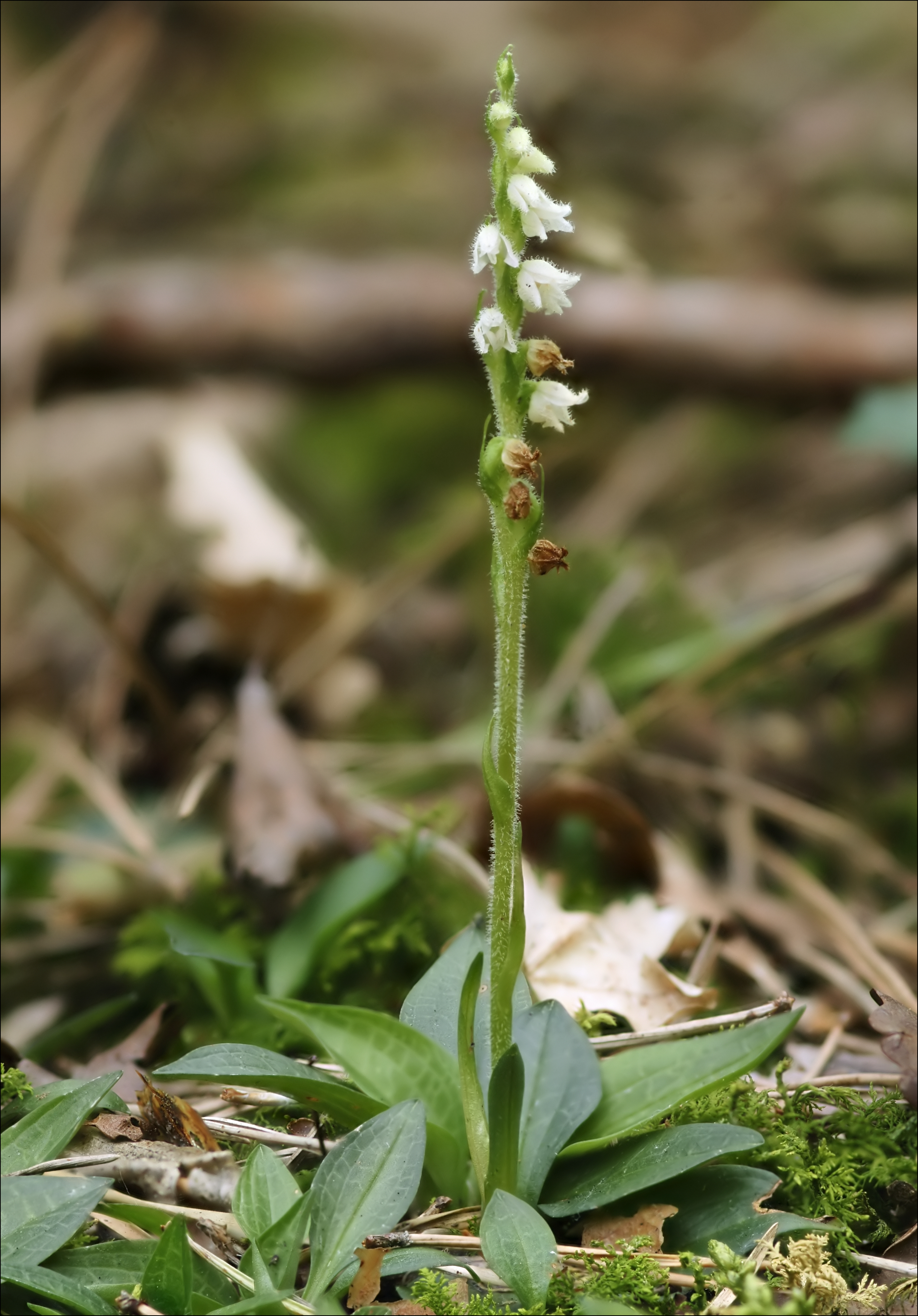
Knärot

Reservatet är beläget 1 mil sydväst om Enånger och är 62 hektar stort. Det är skyddat sedan 2009 och här växer lövrik barrskog i ett starkt kuperat område. Högsta punkten når 320 meter över havet. Inom området växer den ovanliga svampen asptagging. Den har sin huvudutbredning i Gävleborgs län. Här växer även stor aspticka, platt fjädermossa och brunpudrad nållav.
Området har tydliga spår från senaste istiden i form av kala klapperstensfält med runda stenar.  